# Pastorale (Eiximenis)
Pour les articles homonymes, voir Pastorale.

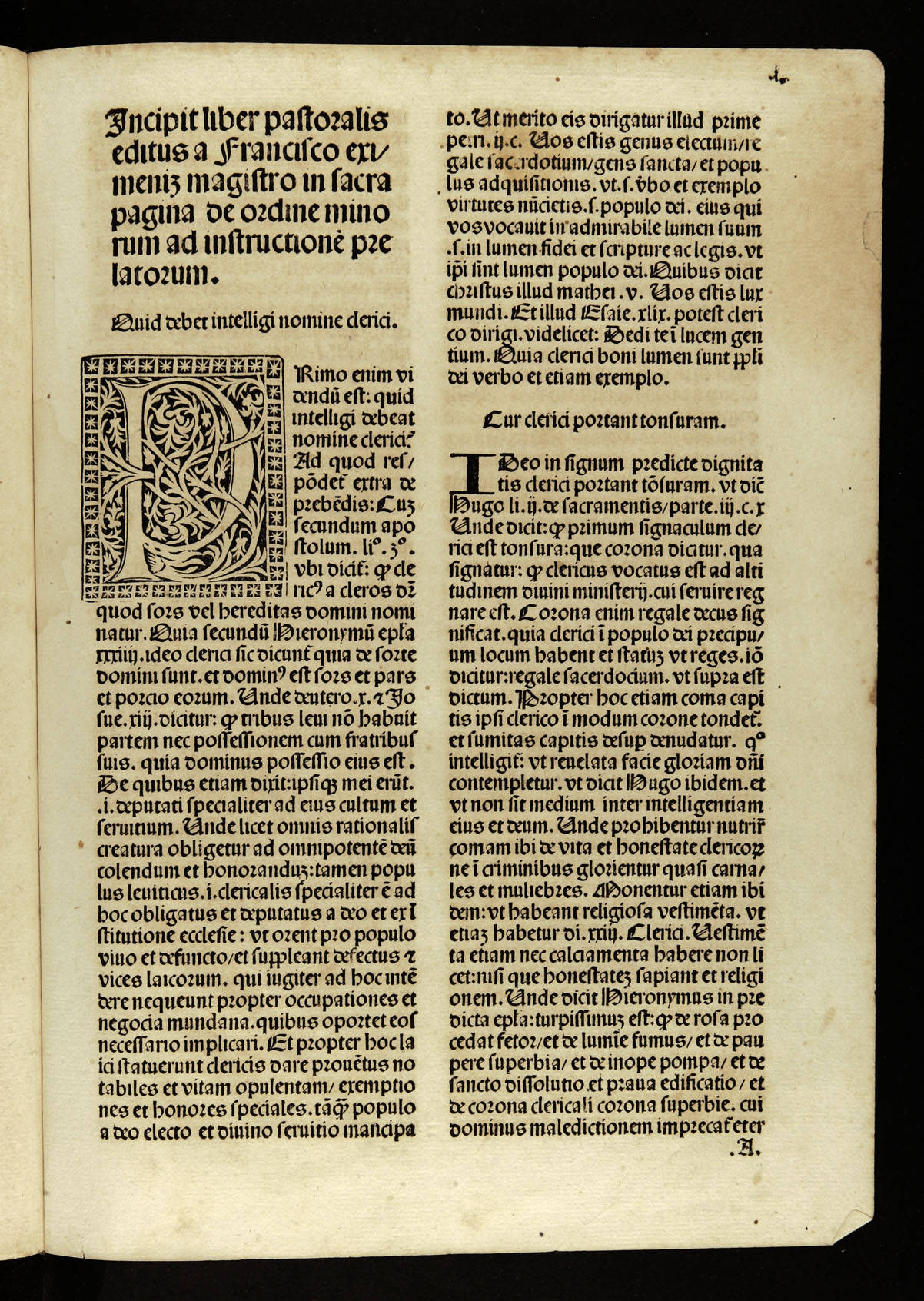
Commencement de l'édition incunable du Pastorale de Francesc Eiximenis imprimée à Barcelone par Pere Posa le 5 décembre 1495

Le Pastorale (Pastoral) est une œuvre littéraire écrite par Francesc Eiximenis à Valence en latin entre 1397 et 1400. Le livre fut dédié à l'évêque de Valence Hug de Llupià.

## Origine
Le Pastorale fut écrit pour l'évêque de Valence, Hug de Llupià i Bages à la demande de Miquel de Miracle, curé de Penàguila, comme l'introduction du livre explique. Possiblement le livre fut écrit à l'occasion de sa prise de possession de l'évêché de Valence en 1397 ou 1398. Ou peut-être, plus probablement, à l'occasion de son arrivée à Valence le 9 août 1400.

## Structure et contenu
L’œuvre se compose de cent soixante-sept chapitres, divisés en quatre parts, et traite principalement des devoirs et des obligations des évêques, bien qu'au commencement traite de l’estament ecclésiastique en général.
Peut-être ce livre équivaudrait à l’Onzè (onzième volume) de Le Chrétien, qu'il n'écrit pas, où il envisageait de traiter sur l'estament ecclésiastique. Or, si on considère que le clergé est aussi un sacrement, le Desè (dixième volume) de Le Chrétien envisageait aussi de traiter sur les sacrements.
Ce livre suivit le modèle de l'œuvre classique Regula Pastoralis (règle pastorale) de Saint Grégoire le Grand, qui est un manuel pour la vie des évêques et des prêtes.

## Éditions
Il y a une édition incunable imprimée à Barcelone par Pere Posa le 5 décembre 1495. Cependant, récemment on a fait une édition critique et traduction au catalan en forme de thèse de doctorat. Mais cette thèse de doctorat n'a pas été éditée, et alors elle est seulement disponible en ligne.
Ainsi donc, malheureusement, il n'y a pas d'édition actuelle de cette œuvre. Néanmoins, Curt Wittlin transcrivit cinq chapitres (dès part du 36 jusqu'au 40) en un intéressant article qu'analyse l'antimonarquisme et l'antioligarchisme caché d'Eiximenis.

## Éditions numérique

### Incunables
- Édition à la Memòria Digital de Catalunya  (Mémoire Numérique de la Catalogne) de l'édition incunable imprimée à Barcelone par Pere Posa le 5 décembre 1495.

### Éditions modernes
- Édition à Tesis doctorals en Xarxa (Thèses de doctorat en ligne) de l'édition critique et de la traduction au catalan faite par Montserrat Martínez Checa (Francesc Eiximenis. Pastorale. Edició i traducció. Barcelona. UAB. 1995. LXXXVII+[VIII+450] (Édition et traduction)+12 (Annexe)). Thèse de doctorat de Montserrat Martínez Checa dirigée par José Martínez Gázquez et défendue à l'Université Autonome de Barcelone en 1995.

### LePastoraledans les œuvres complètes en ligne
- Œuvres complètes de Francesc Eiximenis (en catalan et en latin).